# Mont Azumaya
Ne doit pas être confondu avec le mont Azumaya (四阿屋山, Azumaya-san) dans la préfecture de Saitama, qui n'est pas écrit avec les mêmes idéogrammes.
Le mont Azumaya (四阿山, Azumaya-san) est une des 100 montagnes célèbres du Japon. Le sommet, culminant à 2 354 m d'altitude, se trouve à la limite des préfectures de Nagano et Gunma.